# France Info (Fernsehsender)
France Info (auch Franceinfo, Eigenschreibweise im Logo franceinfo) ist der Name eines Nachrichten-Fernsehsenders in Frankreich, der seit September 2016 ausgestrahlt wird. Er wird gemeinsam von den öffentlich-rechtlichen Rundfunkanstalten France Télévisions und Radio France betrieben und ist Teil des gleichnamigen Nachrichtenangebots France Info, das als Hörfunkprogramm seit 1987 existiert und inzwischen auch ein unter derselben Marke betriebenes Webportal umfasst.
Im digital-terrestrischen Fernsehen Frankreichs (Télévision numérique terrestre, TNT) wird France Info unverschlüsselt auf Kanal 27 ausgestrahlt. Bereits seit dem Start des Fernsehangebots von France Info 2016 strebt France Télévisions eine Verschiebung des Programms auf den Kanal 14 an, der derzeit von dem ebenfalls von France Télévisions betriebenen Sender France 4 besetzt ist, dessen Entfernung aus der TNT im Gespräch ist. Dies wäre ein Wettbewerbsvorteil für France Info gegenüber seinen direkten Konkurrenten, den privaten Nachrichten-Spartenprogrammen BFM TV (Kanal 15) und CNews (Kanal 16). 2016 scheiterte das Ansinnen am Widerstand der französischen Regierung; es wird aber von France Télévisions weiterhin verfolgt.